# Хмеляр Максим Петрович
Максим Петрович Хмеляр — молодший сержант Збройних Сил України, учасник російсько-української війни, що загинув у ході російського вторгнення в Україну в 2022 році.

## Життєпис
Народився в 1983 році в селі Гулівка Поворської сільської ради Ковельського району на Волині. 
Після закінчення загальноосвітньої школи в рідному селі мешкав у сусідньому селі Заячівка. Працював у Поворському лісництві Ковельського СЛАТ «Тур». До Збройних Сил України був призваний з перших днів російського вторгнення в Україну. 
Загинув 7 березня 2022 року біля с. Дмитрівка Бучанського району Київської області разом із своїм земляком молодшим сержантом Ігорем Овадюком. Максим Хмеляр був поранений в обидві ноги. Вважався зниклим безвісти, перебував у розшуці і тільки через місяць було підтверджено його загибель. Похований в рідному селі Поворської сільської громади на Волині.

## Родина
Залишилися дружина та двоє неповнолітніх доньок.

## Нагороди
- Орден «За мужність» III ступеня (2022, посмертно) — за особисту мужність і самовіддані дії, виявлені у захисті державного суверенітету та територіальної цілісності України, вірність військовій присязі [6].